# كأس المقاطعات الأوروبية 2007
كأس المقاطعات الأوروبية 2007 هو الموسم 5 من كأس المقاطعات الأوروبية. كان عدد الأندية المشاركة فيه 8، وفاز فيه محافظة سيليزيا السفلى.